# Твардославиці
Твардославиці (пол. Twardosławice) — село в Польщі, у гміні Ґрабиця Пйотрковського повіту Лодзинського воєводства.
Населення — 271 особа (2011).
У 1975-1998 роках село належало до Пйотрковського воєводства.

## Демографія
Демографічна структура станом на 31 березня 2011 року:
|          | Загалом | Допрацездатний вік | Працездатний вік | Постпрацездатний вік |
| -------- | ------- | ------------------ | ---------------- | -------------------- |
| Чоловіки | 128     | 35                 | 85               | 8                    |
| Жінки    | 143     | 25                 | 95               | 23                   |
| Разом    | 271     | 60                 | 180              | 31                   |